# Senato (Lesotho)
Il Senato (in sotho del sud: Ntlong ea Mahosana) è la camera alta del Parlamento del Lesotho, che, insieme all'Assemblea nazionale del Lesotho (la camera bassa), comprende il Parlamento del Lesotho.
Il bicameralismo in Lesotho è specificamente modellato sul sistema Westminster del Regno Unito, avendo una camera alta più debole di quella bassa. In quanto tale, il Senato ha meno potere dell'Assemblea nazionale; non può avviare la legislazione, non nomina il primo ministro e non partecipa alle mozioni di fiducia. Il consenso del Senato è richiesto per modificare alcune clausole della Costituzione e, affinché un disegno di legge diventi legge, deve essere approvato da entrambe le camere del Parlamento.
L'attuale Senato ha un totale di 33 membri. 22 sono capi tribù ereditari che svolgono funzioni esecutive per le rispettive comunità e 11 sono nominati dal re su consiglio del primo ministro e generalmente si allineano con il re nel loro comportamento legislativo. I membri servono mandati di cinque anni. I senatori non possono servire contemporaneamente come membri dell'Assemblea nazionale.